# みんなのアクト
『みんなのアクト』は、2010年1月16日から2012年3月31日までびわ湖放送で放送されていたバラエティ番組である。平和商事グループの一社提供。

## 概要
やのぱん、中西則善、代走みつくにの3人が様々な企画に挑戦していた深夜番組である。前身番組の『ACTであつこ』と同じく毎日広告社の製作番組であり、びわ湖放送は制作協力という形で携わっていた。
当初は土曜深夜に放送の55分番組だったが、2010年9月25日放送分をもってリニューアルした際に35分にまで縮小。以来、空いた時間帯を使って関連番組の『アクトのPa!』が放送されていたが、同番組は1年も経たないうちに打ち切られ、さらに本番組の放送枠も30分に縮小。その後も55分番組に戻ることなく最終回まで続けられた。

## 放送時間
- 土曜 24:20 - 25:15 （2010年1月16日 - 2010年2月6日）
- 土曜 23:55 - 24:50 （2010年2月13日 - 2010年9月18日） - 『音楽ば〜か』が25:20枠へ移動したのに伴い、25分繰り上げて放送。
- 土曜 23:55 - 24:30 （2010年9月25日 - 2011年6月25日）
- 土曜 23:55 - 24:25 （2011年7月2日 - 2011年9月24日）
- 土曜 23:50 - 24:20 （2011年10月1日 - 2012年3月31日） - 2012年3月3日放送分のみ23:00 - 23:30に放送。

## 出演者
- やのぱん
- 中西則善
- 代走みつくに
- 2010年9月18日放送分までは「アクトガールズ」と呼ばれる女性タレントたちも出演していたが、彼女たちは同年9月25日から『アクトのPa!』に出演するようになった。

## コーナー
スマイル100
やのぱん、中西則善、代走みつくにが滋賀県内をブラブラと訪問し、そこで出会った人々のスマイルを紹介するコーナー。スマイルをたくさん紹介し、見ている人に元気になってもらいたいとのコンセプト。
ACT AMUSEMENT INFORMATION
スポンサーの平和商事が滋賀県内で展開するエースレーンやネットアクションといった店舗の宣伝をするコーナー。事実上のインフォマーシャルである。
ひそかなファンを獲得しているのが、オープニングの「なんのこっちゃね〜ん」コーナー。代走みつくにの得意ギャグ“なんのこっちゃね〜ん”を毎回披露。意味不明のギャグがクセになるらしい。